# Trance X
A Trance X az X Japan japán heavymetal-együttes remixalbuma, mely 2002. december 4-én jelent meg a Polydor kiadásában. A lemez 27. volt az Oricon slágerlistáján.

## Számlista
| 1.    | Silent Jealousy (Phil Reynolds and Steve Blake Remix) | 6:49 |
| 2.    | Kurenai (Taka & MOZ Mix Edit)                         | 5:28 |
| 3.    | Scars (Nuw Idols "Scars to Enlightenment Mix")        | 7:08 |
| 4.    | Art of Life (Stephane K Remix)                        | 8:02 |
| 5.    | Dahlia (Umek "Recycled" Mix)                          | 5:32 |
| 6.    | Rusty Nail (Oliver Ho Remix)                          | 4:01 |
| 7.    | Tears (Valentino Kanzyani's Breakbeat Mix)            | 5:15 |
| 8.    | Crucify My Love (Mr. Bishi Remix)                     | 5:37 |
| 9.    | Longing (JK Theory "Hard Trace" Remix)                | 5:51 |
| 10.   | Standing Sex (WM Ptamigan Remix)                      | 5:57 |
| 11.   | Endless Rain (DJ Tokunaga Remix)                      | 9:19 |
| 69:07 |                                                       |      |